# Accord de rapprochement économique entre la Chine et Hong Kong
L'Accord de rapprochement économique entre la Chine et Hong Kong ou  Closer Economic Partnership Arrangement (CEPA) est un accord de libre-échange entre la Chine et Hong Kong, signé le 29 juin 2003 et mis en application le 1er janvier 2004. 
Il porte dans sa première version sur une réduction des barrières tarifaires sur 273 catégories de biens et 18 secteurs de services. Un premier supplément à cet accord inclut 713 produits supplémentaires. L'accord est sujet par la suite à plusieurs autres suppléments
Malgré l'ampleur de ces chiffres, certains analyses relativisent énormément l'importance économique de cet accord, en y voyant avant tout un accord politique ,. 